# Pietro Ferrabosco
Pietro Ferrabosco (Laino, 1512 – Lugano, 1599) è stato un architetto italiano.
Attivo nella regione danubiana, ha lavorato per l'arciduca Carlo II d'Austria.

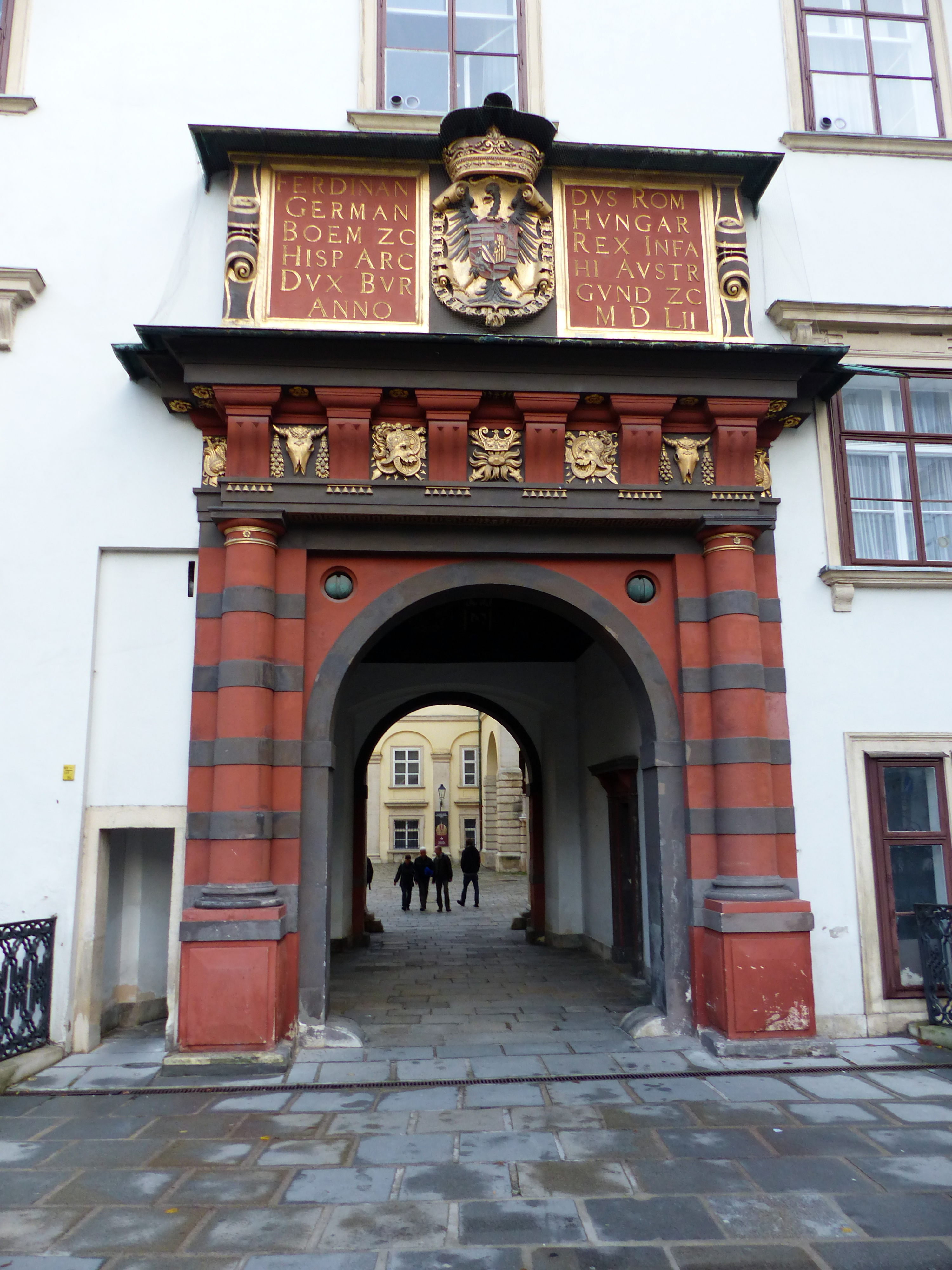
Porta degli svizzeri a Vienna

## Opere
- La fortificazione di Győr
- Il castello di Bratislava
- La fortezza di Komorn (Impero Austro-ungarico), ora Komárno (Slovacchia), in collaborazione con l'alsaziano Daniel Specklin
- La Porta degli Svizzeri (Schweizertor) nell'Hofburg a Vienna